# Horsnäsamossen
Horsnäsamossen este o arie protejată (arie specială de conservare — SAC, sit de importanță comunitară — SCI, arie de protecție specială avifaunistică — SPA) din Suedia întinsă pe o suprafață de 569,2 ha, integral pe uscat.

## Localizare
Centrul sitului Horsnäsamossen este situat la coordonatele 56°48′37″N 14°05′12″E / 56.8104°N 14.0867°E.

## Înființare
Situl Horsnäsamossen a fost declarat sit de importanță comunitară în ianuarie 2002 pentru a proteja 9 specii de animale. Alte tipuri de protecție:
- arie de protecție specială avifaunistică (în ianuarie 2002)[2]
- arie specială de conservare (în martie 2011)[1][3][4]

## Biodiversitate
Situată în ecoregiunea boreală, aria protejată conține 6 habitate naturale: Turbării active, Păduri de conifere pe eskere fluvioglaciare sau legate la acestea, Mlaștini oligotrofe degradate, capabile încă de regenerare naturală, Mlaștini turboase de tranziție și turbării mișcătoare, Mlaștini împădurite, Taiga vestică.
La baza desemnării sitului se află mai multe specii protejate de  păsări (9): minunița (Aegolius funereus), erete vânăt (Circus cyaneus), ciocănitoare neagră (Dryocopus martius), ciuvică (Glaucidium passerinum), cocor (Grus grus), ploier auriu (Pluvialis apricaria), cocoșul de mesteacăn (Tetrao tetrix tetrix),  cocoș de munte (Tetrao urogallus), fluierar de mlaștină (Tringa glareola).